# Esperiana esperi
Esperiana esperi е вид коремоного от семейство Melanopsidae.

## Разпространение
Намира се в Австрия, Беларус, Молдова, Словакия, Унгария и Украйна.